# 宕怪星
宕怪星（131 Vala）是第131颗被人类发现的小行星，于1873年5月24日发现。宕怪星的直径为40.4千米，质量为6.9×1016千克，公转周期为1384.969天。
宕怪星以北歐神話的渥爾娃女巫命名。